# Яманевлер (станція метро)
41°01′29″ пн. ш. 29°06′19″ сх. д. / 41.0246° пн. ш. 29.1054° сх. д.
Яманевле́р (тур. Yamanevler) —  тимчасово кінцева та найсхідніша станція лінії М5 Стамбульського метро в Умраніє. Відкрита 15 грудня 2017 року разом з восьми іншими станціями у черзі Ускюдар - Яманевлер..
Розташована під проспектом Алемдаг у кварталі Атакент, Умраніє.
Пересадки:
- Автобуси[2]:9A, 9Ç, 9Ş, 9Ü, 9ÜD, 10, 11G, 11H, 11P, 11V, 11ÇB, 13, 13B, 13H, 13TD, 14, 14B, 14E, 14ES, 14YE, 19D, 131, 131A, 131B, 131C, 131TD, 131YS, 131Ü, 138, 320, 522
- Маршрутки: Кадикьой — Умраніє, Чакмак — Казим Карабекір, Умраніє — Чекмекьой, Умраніє — Шахінбей, Ускюдар — Алемдаг, Ускюдар — Тавукчуйолу Джд. — Алемдаг.

Конструкція — станція закритого типу мілкого закладення, має острівну платформу та дві колії.